# Lichtenštejnský palác (Vídeň, Herrengasse)
Lichtenštejnský palác býval barokní šlechtický palác rodu Lichtenštejnů z počátku 18. století. Byl založen na místě středověkého lichtenštejnského domu. Budova byla roku 1792 výrazně rozšířena, avšak roku 1913 byla stržena. Palác stával v ulici Herrengasse vídeňského městského okresu Vnitřní Město (Innere Stadt).

## Historie paláce
Pozemek s domem, na němž byl pozdější palác vystavěn, kolem roku 1443 zakoupil Kryštof II. z Lichtenštejna a Mikulova a k němu později přikoupil ještě další přilehlé pozemky. V roce 1792 byl z podnětu tehdejšího knížete Aloise I. z Lichtenštejna komplex budov významně přebudován a rozšířen dle návrhu Josepha Hardtmutha.
K nejvýznamnějším částem paláce patřila přepychová klasicistní knihovna, která byla od 1846 používána jako "šlechtické kasino". Bösendorfský sál zřízený z předchozí jezdecké školy byl od roku 1872 využit jako koncertní sál s kapacitou 588 osob. Proslul svou akustikou a patřil mezi hudební centra Vídně. Poslední koncert dne 2. května 1913 byl obšírně popsán ve vzpomínkách Stefana Zweiga.
V roce 1913 byl palác zbořen a počítalo se s brzkým zaplněním prostoru v rámci velké stavební vlny ve Vídni na přelomu 19. a 20. století. Propuknutím první světové války nedošlo k zastavění vzniklé proluky ihned a teprve v letech 1930 až 1932 zde Siegfried Theis a Hans Jaksch postavili první výškový dům ve Vídni o 16 podlažích.